# Carina Witthöft
Carina Witthöft (nació el 16 de febrero de 1995 en Wentorf bei Hamburg) es una exjugadora de tenis alemana.
Witthöft ha ganado ocho sencillos y un título de dobles en el ITF gira en su carrera. El 17 de agosto de 2015, ella alcanzó sus mejores sencillos ranking de número uno del mundo 49. El 29 de febrero de 2016, alcanzó el puesto número 313 del mundo en el ranking de dobles.
Witthöft hizo WTA Tour debut en el Abierto de Suecia 2012. Habiendo derrotado Marina Shamayko, Akgul Amanmuradova y Jill Craybas para calificarse, ella jugó en la primera ronda del cuadro principal contra Kateryna Bondarenko, perdiendo en tres sets a la ucraniana.
Witthöft es entrenada por Torben Beltz.

## Títulos WTA (1; 1+0)

### Individuales (1)
| Leyenda                    |
| Grand Slam (0)             |
| WTA Tour Championships (0) |
| Juegos Olímpicos (0)       |
| Premier Mandatory (0)      |
| Premier 5 (0)              |
| Premier (0)                |
| International (1)          |

| N.º | Fecha                 | Torneo     | Superficie | Oponente en la final | Resultado |
| --- | --------------------- | ---------- | ---------- | -------------------- | --------- |
| 1.  | 21 de octubre de 2017 | Luxemburgo | Dura (i)   | Mónica Puig          | 6-3, 7-5  |